# Osuchy
Osuchy – wieś w Polsce położona w województwie lubelskim, w powiecie biłgorajskim, w gminie Łukowa. Obok wsi znajduje się Park Krajobrazowy Puszczy Solskiej.
W latach 1975–1998 miejscowość administracyjnie należała do województwa zamojskiego. 
Wieś jest sołectwem w gminie Łukowa. Według Narodowego Spisu Powszechnego z roku 2011 wieś liczyła 199 mieszkańców i była czwartą co do liczby ludności miejscowością gminy.
Wierni Kościoła rzymskokatolickiego należą do parafii Wniebowzięcia Najświętszej Maryi Panny w Łukowej.

## Historia

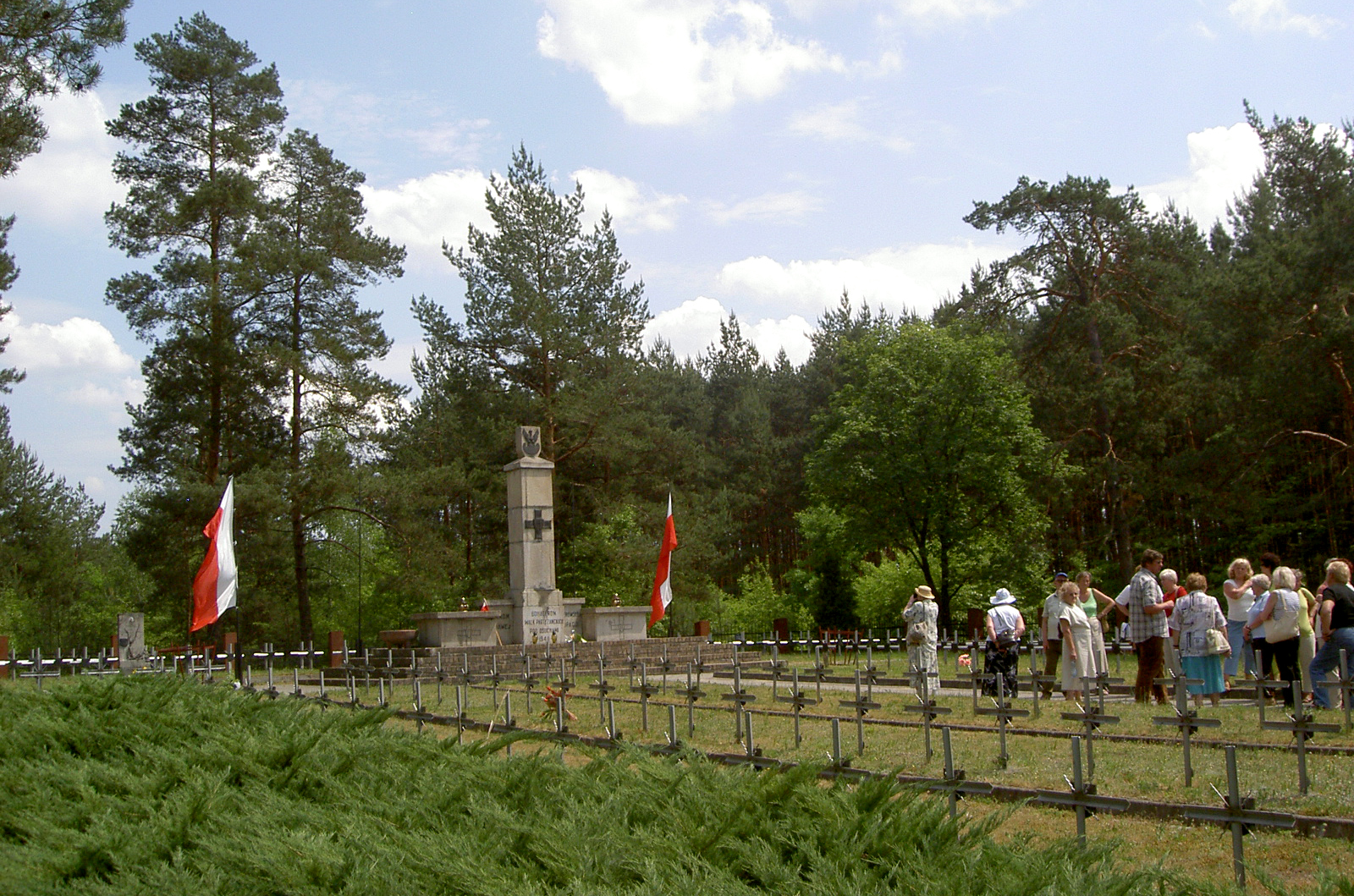
Cmentarz w Osuchach

W lesie w Osuchach, przy głównej drodze wojewódzkiej nr 849 z Józefowa do Łukowej, znajduje się cmentarz około 300 partyzantów Batalionów Chłopskich i Armii Krajowej, poległych w dniach 25–26 czerwca 1944 roku. Była to największa bitwa partyzancka stoczona na terenie Lubelszczyzny podczas II wojny światowej, zwana Bitwą pod Osuchami (także Bitwą nad Tanwią lub Bitwą nad Sopotem). W środkowej części cmentarza znajduje się pomnik ku czci poległych partyzantów.

## Szlaki turystyczne
- Szlak im. Tadeusza Iwanowskiego
  - Szlak rowerowy, trasa: Biłgoraj – Smólsko – Majdan Nowy – Nowy Lipowiec – Szostaki – Podsośnina – Osuchy[11]
- Niebieski szlak rowerowy
  - Trasa: Biłgoraj – Smólsko – Markowicze – Pisklaki – Osuchy

## Ochotnicza Straż Pożarna
Miejscowa jednostka Ochotniczej Straży Pożarnej powstała w lipcu 1997 roku.